# Pavona (género)

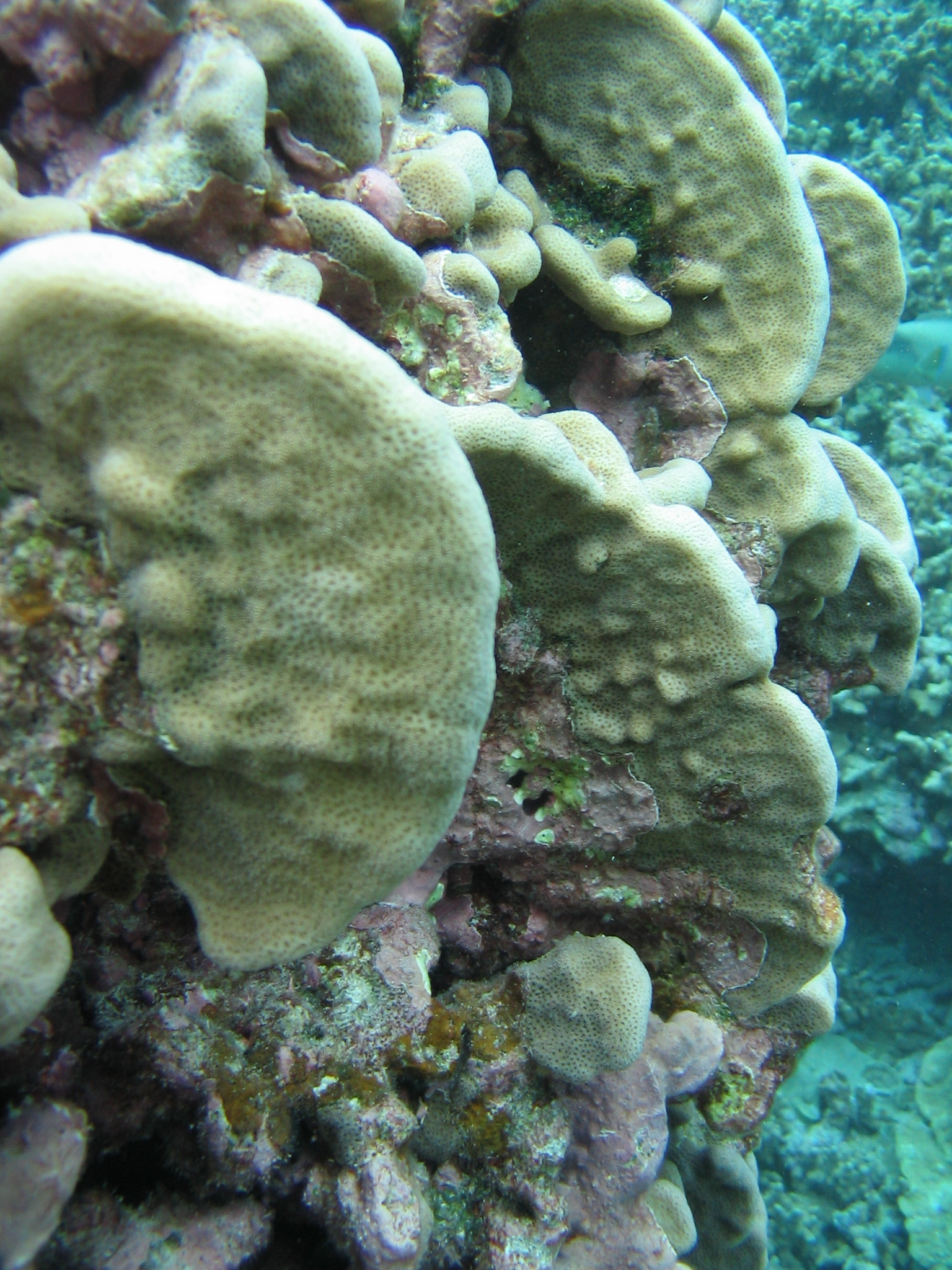
Pavona duerdeni

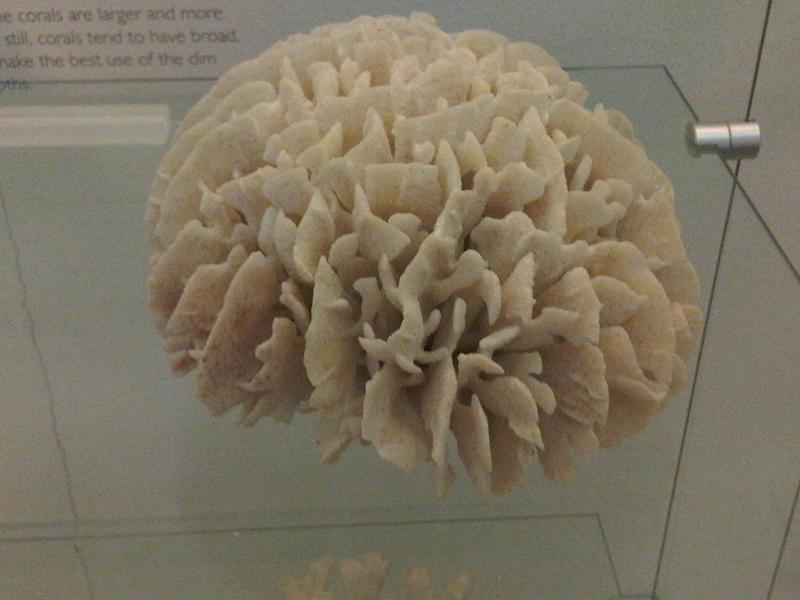
Esqueleto de un ejemplar de Pavona sp. que habitó en zona de fuerte oleaje

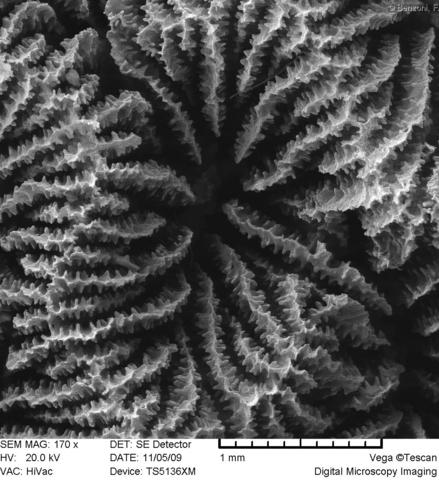
Vista calicular de coralito de Pavona venosa. Imagen de microscopio digital a 170 x

Pavona es un género de corales de la familia Agariciidae, y pertenecen al grupo de los corales duros, orden Scleractinia.
Su esqueleto es macizo y está compuesto de carbonato cálcico. Tras la muerte del coral, su esqueleto contribuye a la generación de nuevos arrecifes en la naturaleza, debido a que la acción del CO2 convierte muy lentamente su esqueleto en bicarbonato cálcico, sustancia esta asimilable directamente por las colonias coralinas.

## Especies
El Registro Mundial de Especies Marinas acepta las siguientes especies, de las que la UICN valora sus estados de conservación:
- Pavona bipartita. Nemenzo, 1980. Estado: Vulnerable A4c ver 3.1
- Pavona cactus. (Forskal, 1775). Estado: Vulnerable A4cd ver 3.1
- Pavona chiriquiensis. Glyn, Mate & Stemann, 2001. Estado: Preocupación menor ver 3.1
- Pavona clavus. (Dana, 1846). Estado: Preocupación menor ver 3.1
- Pavona clivosa. Verrill. No evaluada
- Pavona danai. Milne Edwards & Haime. Estado: Vulnerable A4c ver 3.1
- Pavona decussata. (Dana, 1846). Estado: Vulnerable A4c ver 3.1
- Pavona diffluens. (Lamarck). Estado: Vulnerable A4c ver 3.1
- Pavona dilatata Nemenzo & Montecillo, 1985. No evaluada
- Pavona diminuta. Veron. No evaluada
- Pavona divaricata. Lamarck, 1816. No evaluada
- Pavona duerdeni. Sheer & Pillai. Estado: Preocupación menor ver 3.1
- Pavona explanulata. (Lamarck, 1816). Estado: Preocupación menor ver 3.1
- Pavona frondifera. Lamarck. Estado: Preocupación menor ver 3.1
- Pavona gigantea. Verrill, 1869. Estado: Preocupación menor ver 3.1
- Pavona maldivensis. (Gardiner, 1905). Estado: Preocupación menor ver 3.1
- Pavona minor. Brüggemann. No evaluada
- Pavona minuta. Wells, 1956. Estado: Casi amenazada ver 3.1
- Pavona varians. Verrill, 1864. Estado: Preocupación menor ver 3.1
- Pavona venosa. (Ehrenberg, 1834). Estado: Vulnerable A4c ver 3.1
- Pavona xarifae. Scheer & Pillai, 1974. Estado: Datos deficientes.

## Morfología
Colonias con un amplio rango de morfologías: masivas, meandroides, columnares, laminares o foliáceas, en este último caso, normalmente son bifaciales, o que forman coralitos en ambas caras de las "hojas" de la colonia. Diversas especies escogen más de una de esas formas, en respuesta a las condiciones ambientales. En áreas de fuerte oleaje, las colonias suelen formar semiesferas compuestas de hojas, radiadas desde un centro hacia el exterior, como estrategia defensiva que evite las roturas de las mismas.
De reproducción intratentacular, los coralitos tienen un diámetro medio, entre 1,5 y 10 mm, usualmente entre 2 y 3 mm, y sus cálices son de forma redondeada, poligonal u oval.
Los coralitos tienen muros pobremente definidos. Son pequeñas depresiones superficiales, normalmente con columela, y, en ocasiones, separados por crestas. Están interconectados por septocostae prominentes.
Los pólipos se expanden solo por la noche, salvo en la especie P. explanulata.
De color marrón, amarillo, naranja, verde, gris o crema. Normalmente con los extremos de las colonias en tonos pálidos o blancos,

## Hábitat y distribución
Su distribución geográfica comprende las aguas tropicales del océano Indo-Pacífico, desde África oriental, mar Rojo, India, Indonesia, Malasia, Filipinas, Japón, Nueva Guinea, Australia, islas del Pacífico, y hasta California, Colombia y Ecuador. También en el Atlántico occidental, en el Caribe.
Algunas especies son abundantes, siendo en algunas zonas de las costas del Pacífico de Panamá y California, uno de los corales predominantes. Habita en diversas partes del arrecife: laderas, mesetas y lagunas, en zonas de oleaje medio a fuerte, entre los 0 y 87,5 m de profundidad, y en un rango de temperaturas entre 21.40 y 28.98 (°C).

## Alimentación
Los pólipos contienen algas simbióticas; mutualistas, ambos organismos se benefician de la relación, llamadas zooxantelas. Las algas realizan la fotosíntesis produciendo oxígeno y azúcares, que son aprovechados por los pólipos, y se alimentan de los catabolitos del coral, especialmente fósforo y nitrógeno. Esto les proporciona del 70 al 95% de sus necesidades alimenticias. El resto lo obtienen atrapando plancton y materia disuelta en la columna de agua.
En este último caso, el género tiene especies con una enorme capacidad autotrófica, esto es, que tienen la habilidad de captar simples sustancias inorgánicas, como por ejemplo el dióxido de carbono, y transformarlas en sustancias orgánicas para su nutrición.

## Reproducción
Las colonias producen esperma y huevos que se fertilizan en el agua. Las larvas deambulan por la columna de agua hasta que se posan y fijan en el lecho marino, una vez allí se convierten en pólipos y comienzan a secretar cristales de carbonato cálcico, concretamente de aragonita, para construir su esqueleto, o coralito. Posteriormente, se reproducen asexualmente por gemación, dando origen a otros ejemplares, y conformando así la colonia.

## Mantenimiento
La iluminación dependerá de la profundidad a la que se haya recolectado el ejemplar, debiendo proceder a incrementarla progresivamente, en el caso de desconocer el dato. La corriente de moderada a fuerte.
Se consideran especies resistentes para su mantenimiento en cautividad, teniendo usualmente gran capacidad de adaptación a diferentes condiciones ambientales.
Algunos estudios consideran importante mantener niveles adecuados de estroncio, 10 ppm, y yodo en nuestro acuario, además del resto de parámetros obligados del acuario marino: salinidad, nitratos, fosfatos, calcio, magnesio y oligoelementos.

## Galería

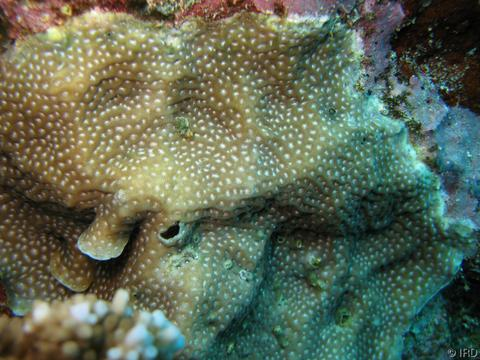
Pavona bipartita
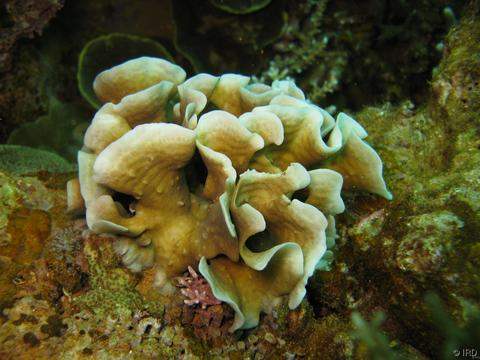
Pavona cactus
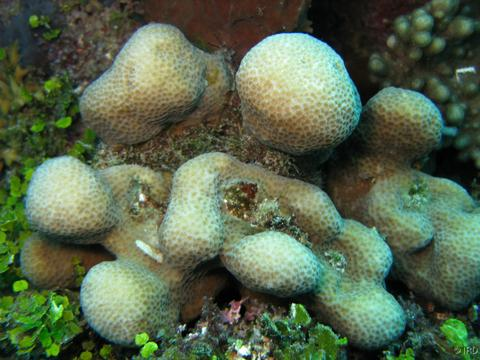
Pavona clavus
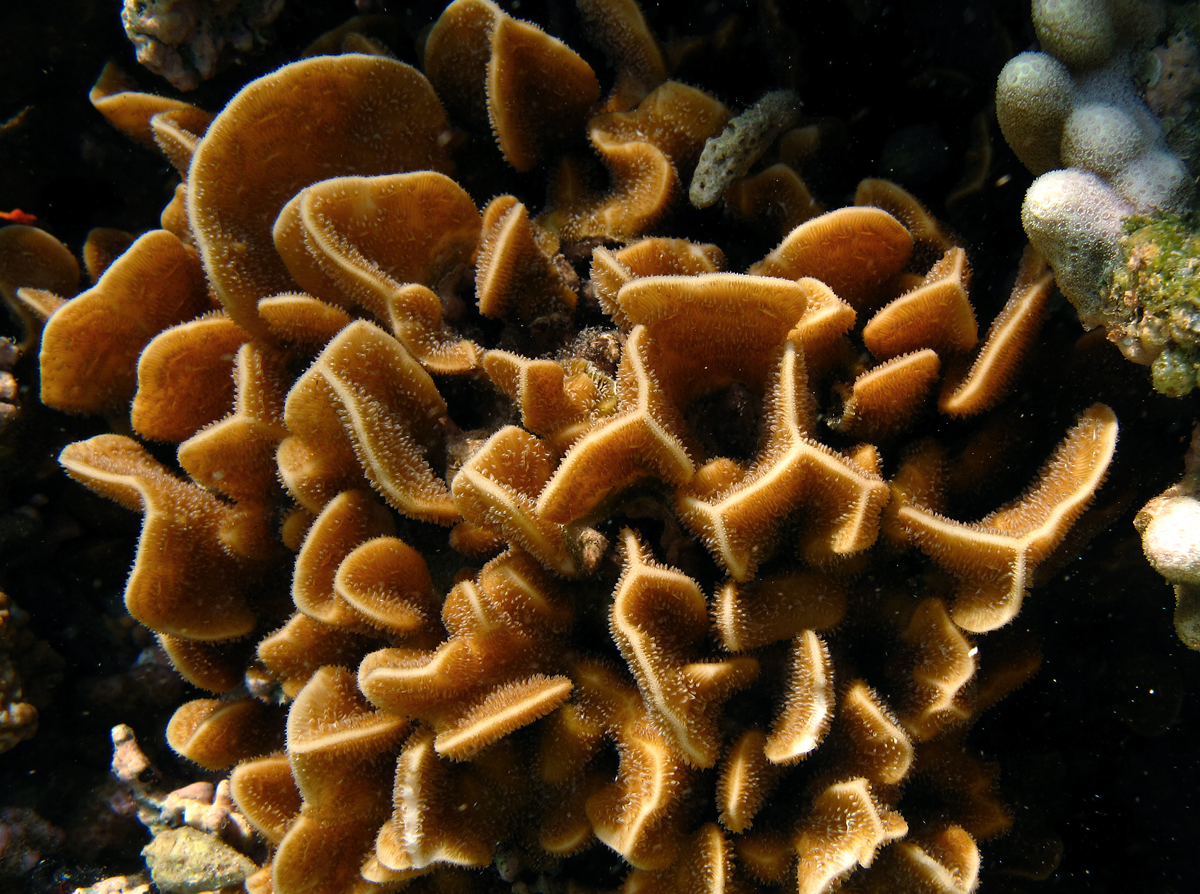
Pavona decussata
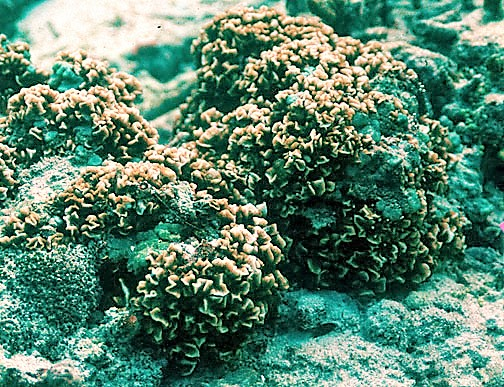
Pavona divaricata
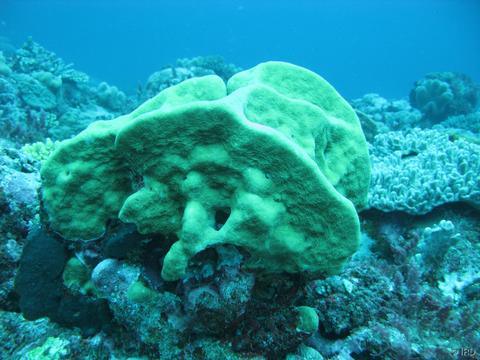
Pavona duerdeni
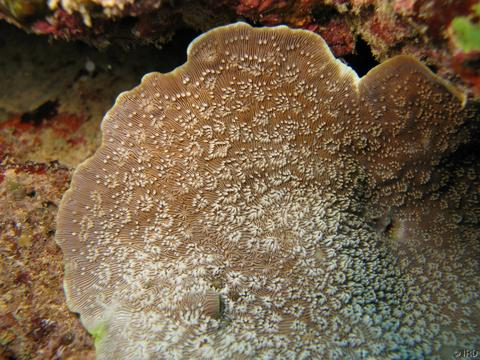
Pavona explanulata
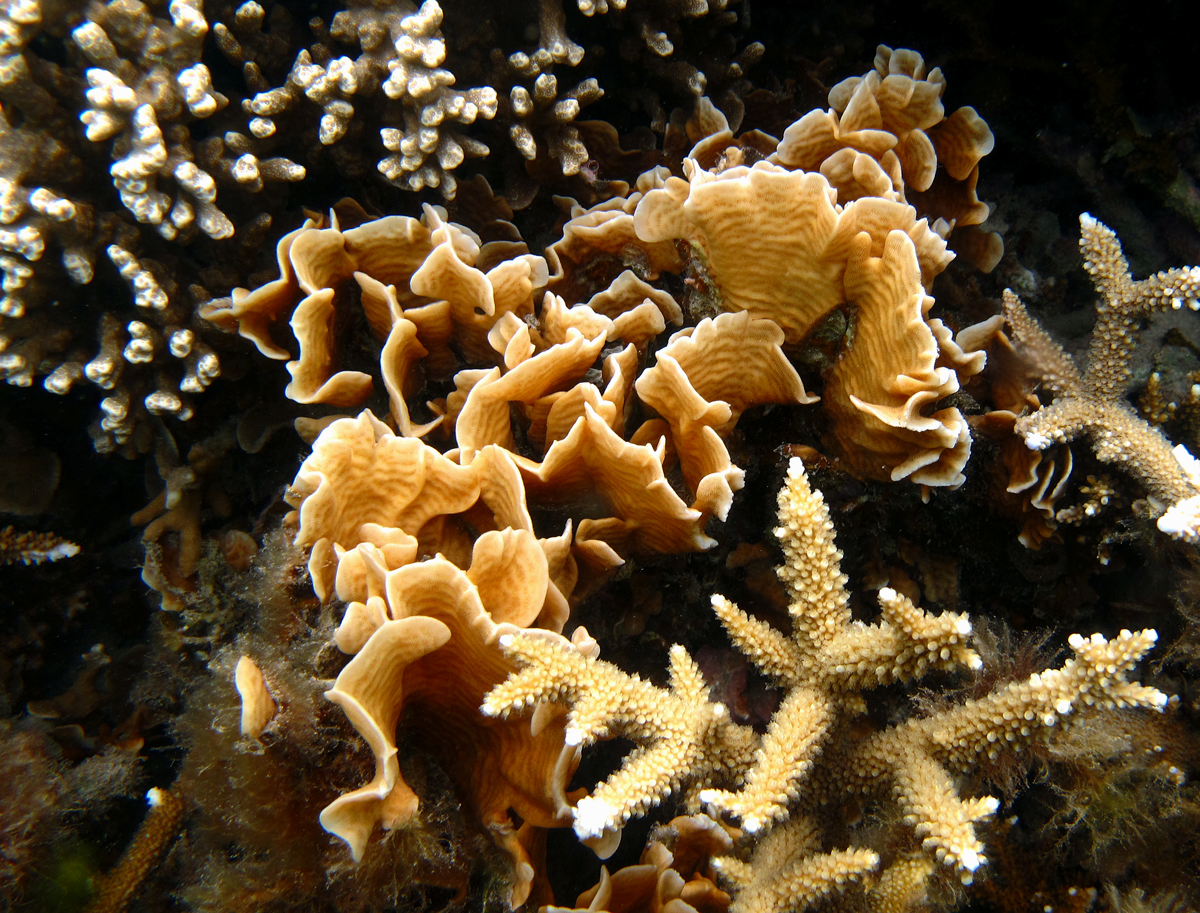
Pavona frondifera
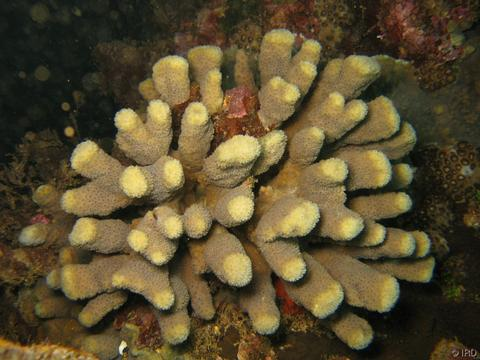
Pavona maldivensis
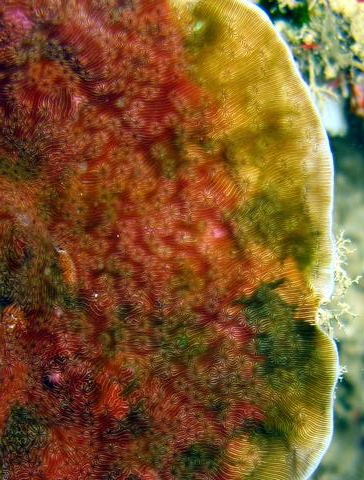
Pavona minuta
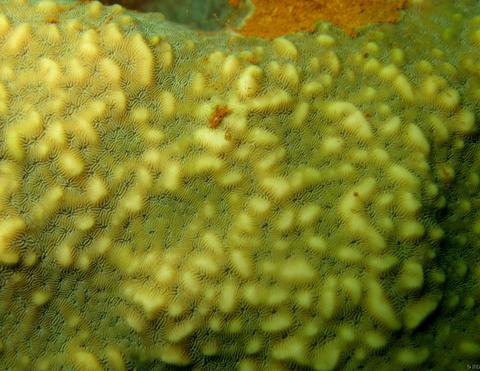
Pavona varians
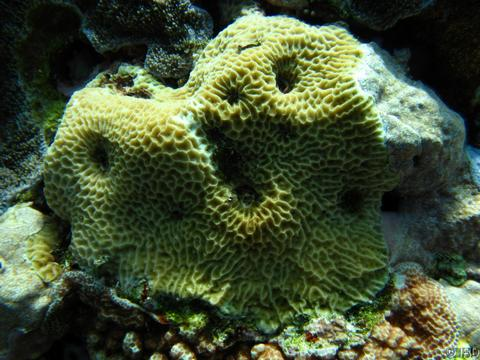
Pavona venosa